# Гра від третьої особи

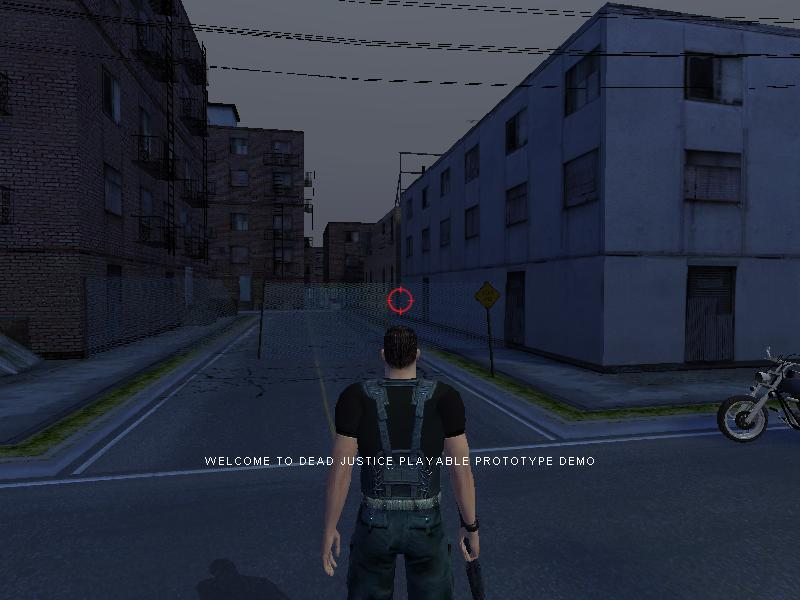
Скріншот з шутера від третьої особи Dead Justice

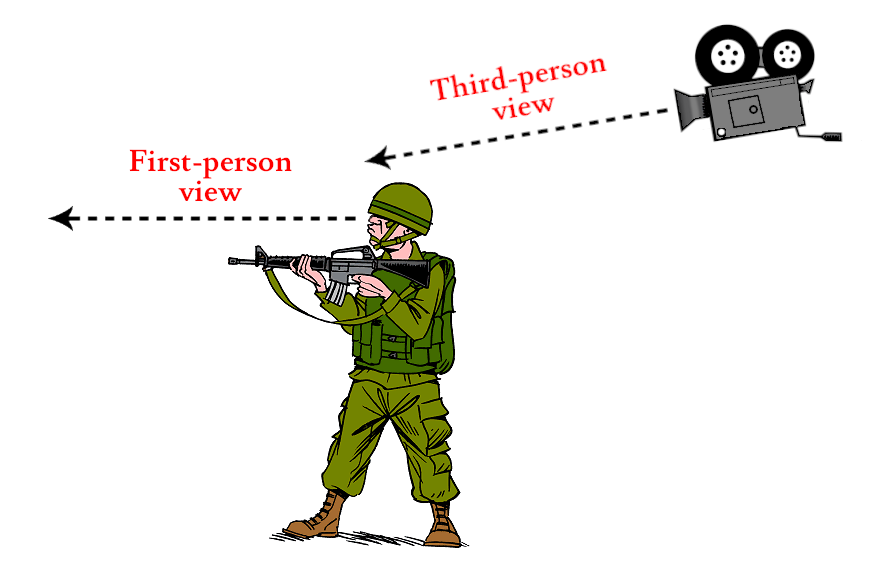
Ілюстрація головного героя, яким керує гравець, та камери спостереження, що знаходиться позаду, трохи вище і трохи звернена вниз до цього персонажа

У відеоіграх третя особа — це графічна перспектива, яка відображається з фіксованої відстані позаду та трохи вище персонажа гравця. Ця перспектива дозволяє гравцям побачити більш чітко охарактеризований аватар і найчастіше зустрічається в бойовиках і пригодницьких іграх. Ігри з такою перспективою часто використовують позиційне аудіо, де гучність навколишніх звуків змінюється залежно від положення аватара.

## Системи камер
В іграх, що використовують вид від третьої особи, існує три типи камер: «системи камер, що стежать», в яких камера просто слідує за персонажем гравця; «системи фіксованих камер», в яких положення камери задається під час створення гри; та «інтерактивні системи камер», які перебувають під контролем гравця.
Прості камери відстеження слідують за персонажем ззаду, вони були поширені в ранніх 3D-іграх,таких як Crash Bandicoot або Tomb Raider, оскільки їх дуже просто реалізувати. Однак гравець не може переміщувати камеру, щоб вирішити проблему з перекриттям огляду або зосередитися на цікавих ділянках. Крім того, камера може смикатись або опинятися в незручних положеннях, якщо персонаж знаходиться поблизу стіни.
Фіксовані системи камер визначаються розробниками під час створення гри. Ракурси камери не змінюються динамічно, тому одне і те ж місце завжди показуватиметься під одним і тим самим набором ракурсів. Ігри, які використовують фіксовані камери, включають Grim Fandango (1998) і ранні ігри Resident Evil і God of War. Така система дозволяє дизайнерам використовувати мову кіно, створюючи настрій за допомогою операторської роботи та підбору кадрів.
Інтерактивні системи камер все ще відстежують персонажа, але також можуть переміщатися гравцем. Повністю інтерактивні системи камер часто складно правильно реалізувати; на думку Джеффа Ґерстманна з GameSpot, значна частина складності Super Mario Sunshine через необхідність контролювати камеру. З іншого боку, Метт Казамассіна з IGN назвав систему камер The Legend of Zelda: The Wind Waker "настільки розумною, що рідко потребує корекції вручну». Однією з перших ігор, яка пропонувала систему інтерактивної камери, була Super Mario 64. 

## Елементи керування
Багато ігор із фіксованими камерами використовують так звані "танкові" елементи керування, за допомогою яких гравці керують рухом персонажа відносно положення персонажа гравця, а не положенням камери; це дозволяє гравцеві зберігати напрямок, коли змінюється кут камери. 
На відеоігрових консолях інтерактивні системи камер зазвичай керуються за допомогою аналогового стіка, що забезпечує високу точність, тоді як у комп’ютерних іграх вони зазвичай керуються мишею.